# Shorewood (Minnesota)
Shorewood – miasto w Stanach Zjednoczonych, w stanie Minnesota, w hrabstwie Hennepin.